# João Ferreira (Politiker)

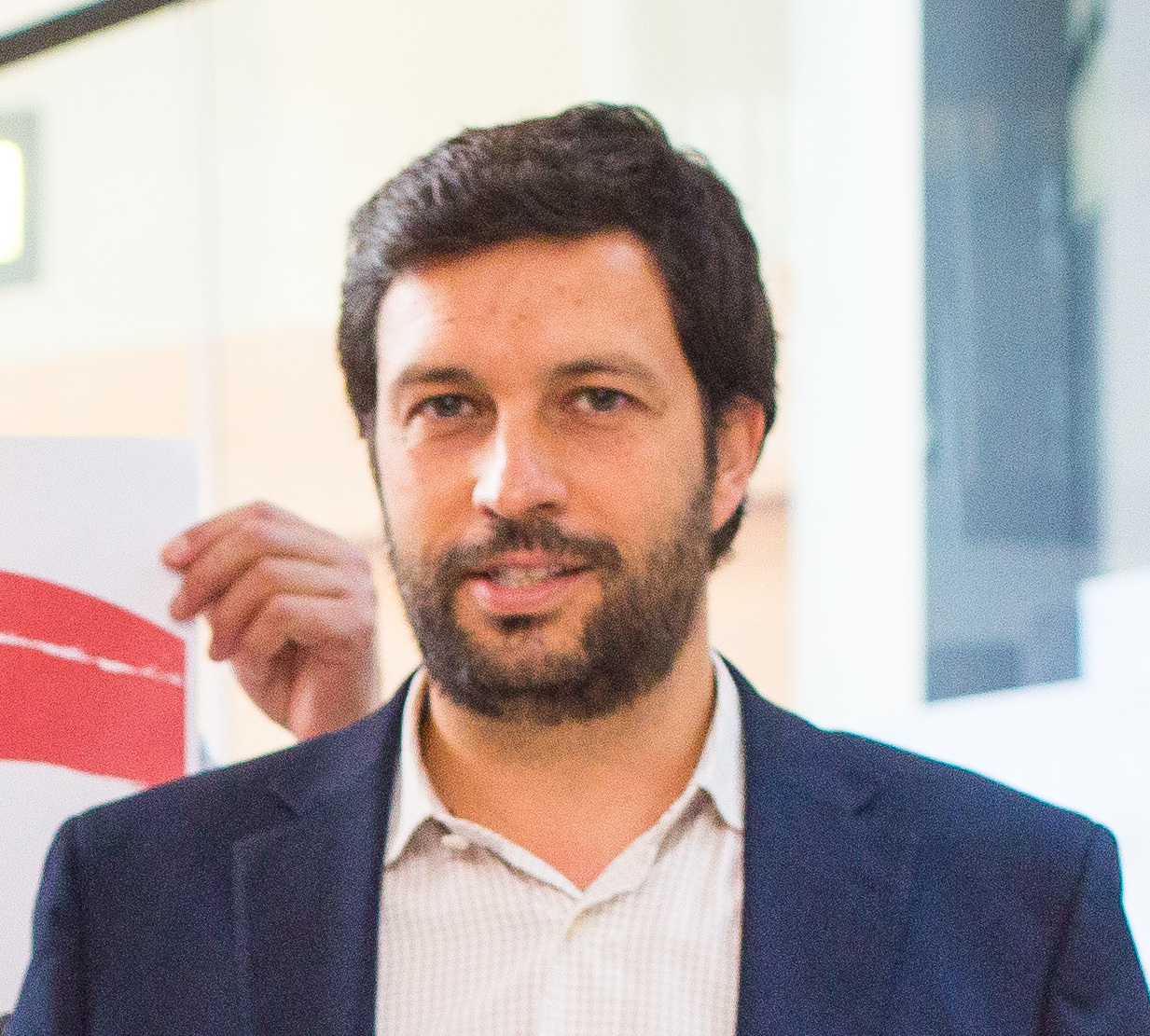
João Ferreira (2019)

João Manuel Peixoto Ferreira (* 20. November 1978 in Lissabon) ist ein portugiesischer Politiker der Kommunistischen Partei (PCP). Nach der Europawahl 2009 wurde Ferreira Mitglied des Europäischen Parlaments. Er verteidigte sein Mandat bei den Europawahlen 2014 und 2019, bei denen er jeweils als Spitzenkandidat seiner Partei antrat. 2021 schied er aus dem Europaparlament aus.

## Leben

### Ausbildung
João Ferreira wurde am 20. November 1978 in Lissabon geboren und wuchs im Stadtteil Lumiar auf. Nach dem Hochschulabschluss in Biologie und zwei Stipendien wissenschaftlicher Forschungsprogramme an der Universität Lissabon und der Neuen Universität Lissabon, begann Ferreira 2009 eine Promotion. Später war er als Berater für den interkommunalen Wasserwirtschaftsverband der Region Setúbal tätig.

### Politisches Engagement
João Ferreira trat im Alter von 16 Jahren der Jugendorganisation der Kommunistischen Partei (JCP) bei. Bei der PCP gehörte Ferreira dem Zentralkomitee, dem Regionalvorstand von Lissabon und dem Vorstand des Lissabonner Intellektuellenzirkels an. Von 1997 bis 2005 saß er im Rat des Lissaboner Stadtteils Ameixoeira.
Medien spekulieren, dass João Ferreira der Nachfolger des langjährigen Vorsitzenden der Portugiesischen Kommunisten, Jerónimo de Sousa, wird.

### Einzug ins Europaparlament

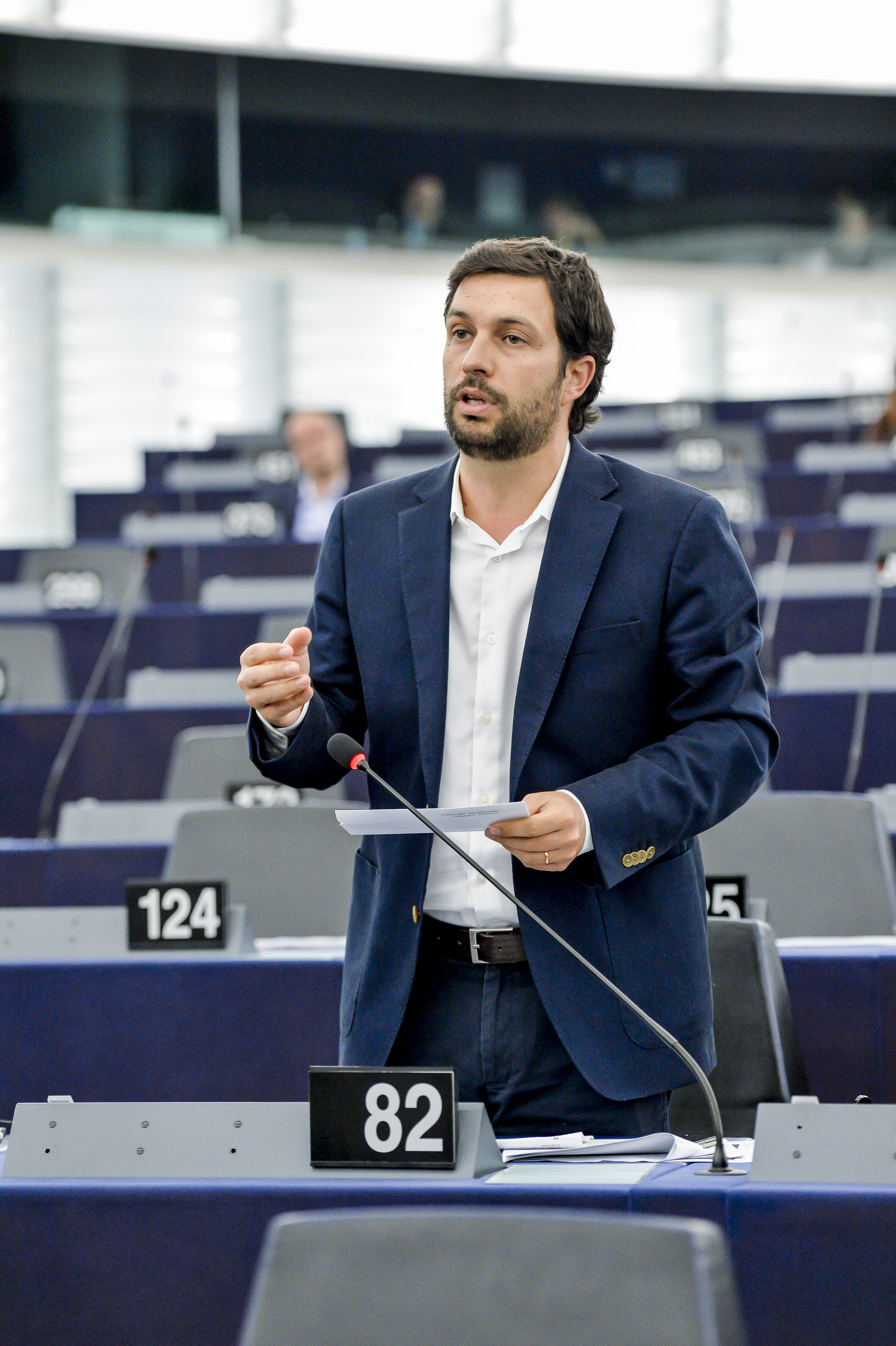
Ferreira im Europäischen Parlament (2019)

2009 nominierte ihn seine Partei für den zweiten Platz der Wahlliste für das Europäische Parlament. Die PCP gewann mit 10,64 Prozent zwei der 22 portugiesischen Mandate, sodass Ferreira zusammen mit Ilda Figueiredo einzog. Beide traten der Konföderalen Fraktion der Vereinten Europäischen Linken/Nordische Grüne Linke bei. In der 7. Wahlperiode (2009–2014) war Ferreira für seine Fraktion Mitglied im Fischereiausschuss sowie stellvertretendes Mitglied im Ausschuss für Umweltfragen, öffentliche Gesundheit und Lebensmittelsicherheit sowie im Haushaltsausschuss (2012–2014).
Für die Europawahl 2014 trat die Listenplatzerste, Ilda Figueiredo, nicht mehr an, sodass die PCP Ferreira als Spitzenkandidat nominierte. Bei der Wahl gewann die PCP 12,68 Prozent und damit drei der 21 portugiesischen Mandate. Zusammen mit Ferreira zogen auch Inês Cristina Zuber und Miguel Viegas ein, alle traten der GUE/NGL-Fraktion bei, Ferreira wurde in den Fraktionsvorstand gewählt. In der 8. Wahlperiode (2014–2019) war Ferreira für seine Fraktion Mitglied im Fischereiausschuss sowie stellvertretendes Mitglied im Ausschuss für Industrie, Forschung und Energie.
Parallel zu seinem Mandat im Europaparlament wurde Ferreira bei den Kommunalwahlen 2013 in den Stadtrat von Lissabon gewählt. Er verteidigte sein Stadtratsmandat 2017.
Bei der Europawahl 2019 trat Ferreira erneut als Spitzenkandidat an. Die PCP verlor im Vergleich zur Wahl 2014 deutlich an Stimmen und errang mit 6,88 Prozent der Stimmen 2 der 21 portugiesischen Mandate. Neben Ferreira zog auch Sandra Brito Pereira ein, beide traten der GUE/NGL-Fraktion bei. Die Fraktionsmitglieder wählten Ferreira zum stellvertretendes Vorsitzenden. In der 9. Wahlperiode war Ferreira für seine Fraktion Mitglied im Ausschuss für Verkehr und Tourismus sowie im Fischereiausschuss. Des Weiteren war er stellvertretendes Mitglied im Ausschuss für Umweltfragen, öffentliche Gesundheit und Lebensmittelsicherheit. Am 5. Juli 2021 legte er sein Abgeordnetenmandat im Europaparlament nieder. Für ihn rückte João Pimenta Lopes nach.
Ferreira vertritt als Mitglied der Portugiesischen Kommunisten eine stark nationalistische, linke Politik. Unter anderem fordert er die Auflösung der Europäischen Wirtschafts- und Währungsunion sowie eine stärkere wirtschaftliche Autarkie Portugals. Bei der Präsidentschaftswahl in Portugal 2021 trat Ferreira als Kandidat an und erreichte 4,32 Prozent der Stimmen, was dem üblichen Stimmenanteil kommunistischer Kandidierender bei Präsidentschaftswahlen entsprach.

### Privat
Ferreira ist verheiratet und hat zwei Kinder.